# Inkakakadu
Inkakakadu (latin: Lophochroa leadbeateri) er en fugl i familien kakaduer i ordenen papegøjer, der lever i Australien.